# Pseudopsodos
Pseudopsodos là một chi bướm đêm thuộc họ Geometridae.